# Martine Brochard
Martine Brochard (París, 2 de abril de 1944) es una actriz y escritora francesa radicada en Italia.

## Carrera

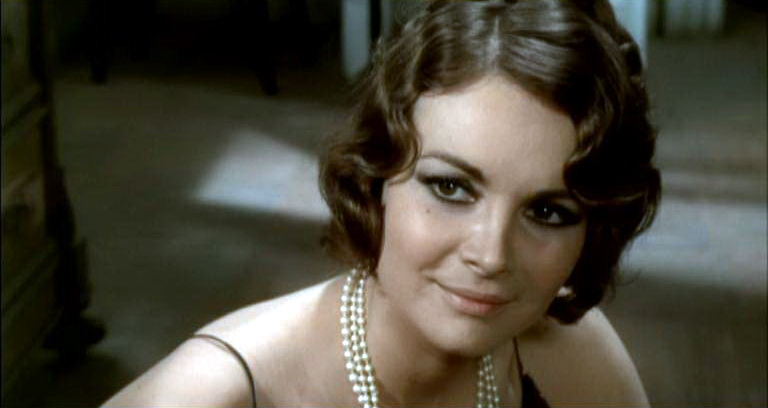
Brochard en Armiamoci e partite! (1971).

Nacida en París, Brochard debutó en 1968 con un papel secundario en Baisers volés de François Truffaut. En 1970, se mudó a Italia, donde se convirtió en una estrella menor en películas de género, incluidos poliziotteschi, commedia sexy all'italiana y giallo. Desde mediados de los años 70, aparece regularmente en series de televisión italianas y en el teatro.
En 1995 y 1999 publicó dos colecciones de cuentos para niños, La gallina blu e altri racconti (Mursia, ISBN 88-425-1927-8 ) y Zaffiretto il vampiretto e altri racconti (Mursia, ISBN 88-425-2496-4).

## Vida personal
Estuvo casada con el actor Umberto Ceriani, a quien conoció en el rodaje de la miniserie I jueves della Signora Giulia, con quien tuvo un hijo, Ferdinando Ceriani (1973), director de teatro. Posteriormente se casó con el actor y director Franco Molè, fallecido en 2006.
En 2003, a Brochard le diagnosticaron leucemia, enfermedad de la que pudo recuperarse.

## Filmografía
- Baisers volés (1968)
- Le Socrate (1968)
- Béru et ces dames (1968)
- La Main noire (1968)
- L'Amour,  (1970)
- Armiamoci e partite! (1971)

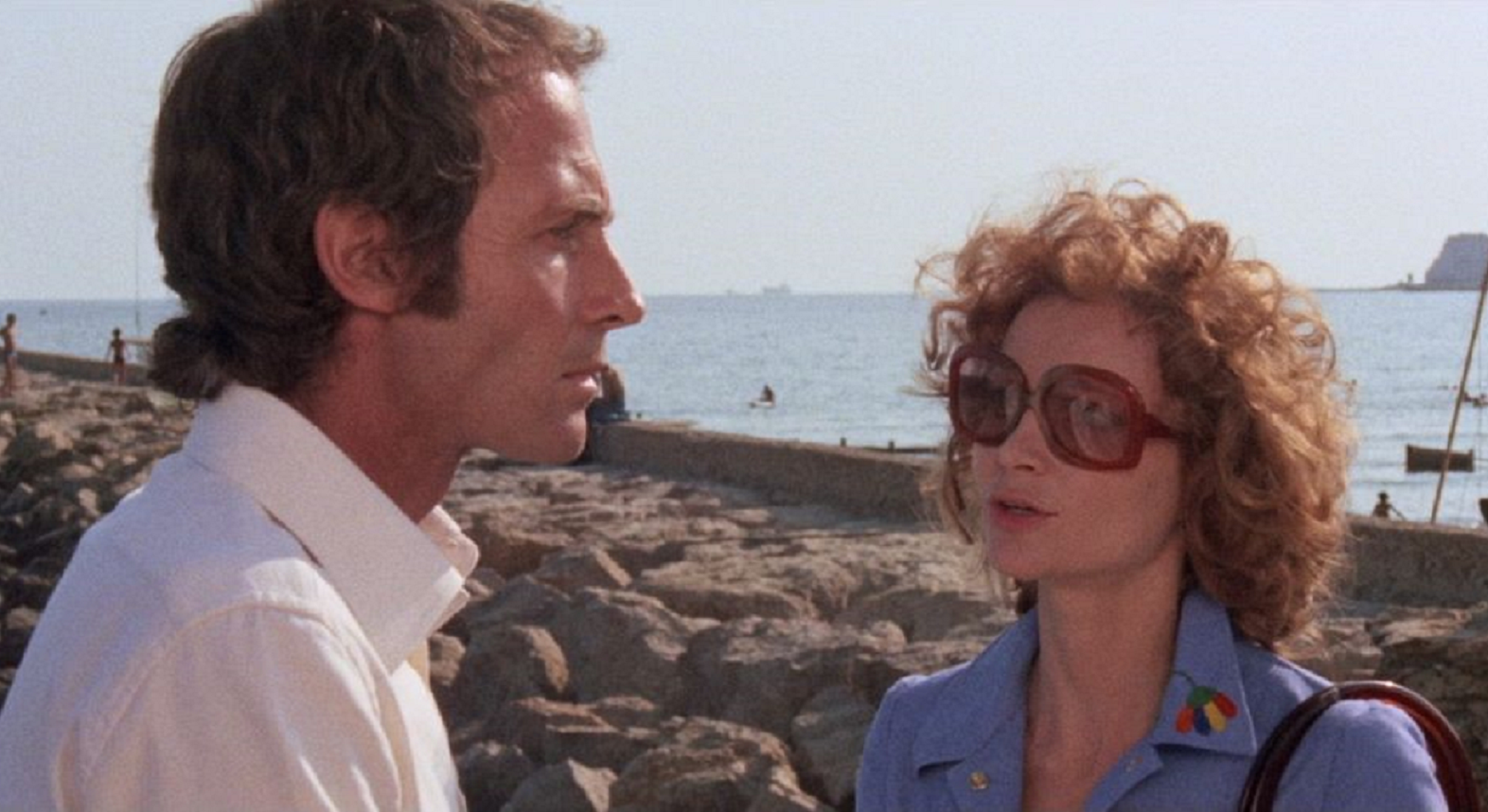
Brochard y John Richardson en una escena de El ojo en la oscuridad (1975).

- No. Il caso è felicemente risolto (1973)
- Storia di una monaca di clausura (1973)
- Le monache di Sant'Arcangelo (1973)
- Milano trema: la polizia vuole giustizia (1973)
- La ragazza fuoristrada (1973)
- Prigione di donne (1974)
- El doméstico (1974)
- La nottata (1974)
- La governante (1974)
- El ojo en la oscuridad (1975)
- Fango bollente (1975)
- Il fidanzamento (1975)
- Une femme à sa fenêtre (1976)
- C'è una spia nel mio letto (1976)
- Frou Frou del tabarin (1976)
- Il solco di pesca (1976)
- Quel movimento che mi piace tanto (1976)
- El valle de la muerte (1977)
- Una spirale di nebbia (1978)
- L'attrazione (1978)
- In camera mia (1978)
- Stringimi forte papà (1978)
- Il medium (1980)
- Murder Obsession (Follia omicida) (1981)
- Notturno con grida (1982)
- I miei primi 40 anni (1987)
- La stanza delle parole (1990)
- Paprika (1991)
- L'Ours en peluche (1994)
- El hombre que mira (1994)
- La donna del delitto (2000)
- Sfiorarsi (2006)
- Una sconfinata giovinezza (2010)
- Colpi di fulmine (2012)